# Tom Menting
Tom Menting (Wageningen, 29 november 1994) is een Nederlands voetballer die doorgaans speelt als middenvelder. In juli 2024 verruilde hij VV Eemdijk voor Sportlust '46.

## Clubcarrière
Menting speelde vanaf zijn jeugd voor SKV in zijn geboorteplaats Wageningen. Als C-junior verkaste hij naar N.E.C., maar na twee jaar keerde hij weer terug bij SKV. Twee jaar later werd hij gescout door De Graafschap, waar hij de opleiding voltooide. In de zomer van 2014 werd hij overgeheveld naar de eerste selectie. Menting maakte zijn debuut voor de Doetinchemse club op 3 oktober 2014, toen met 1–2 gewonnen werd van FC Den Bosch. Hij mocht van coach Jan Vreman in de achtenzestigste minuut invallen voor Kristopher Vida.
In de zomer van 2016 liet Menting de Doetinchemse club achter zich. Na het sluiten van de transfermarkt sloot hij zich op amateurbasis aan bij Willem II. Na een jaar verliet Menting de Tilburgse club om bij Spakenburg te gaan voetballen. Hij tekende er voor één jaar. In januari 2018 verlengde de middenvelder zijn verbintenis met een jaar extra.
In 2019 verruilde hij SV Spakenburg voor FC Lienden. Vanaf januari 2020 tot medio 2021 speelde Menting voor VV DOVO. Medio 2021 ging hij naar Batavia '90. Twee seizoenen later nam VV Eemdijk hem over. Sportlust '46 werd voorafgaand aan het seizoen 2024/25 de nieuwe club van Menting.

## Clubstatistieken
| Seizoen | Club          | Competitie     | Competitie | Competitie | Beker | Beker | Internationaal | Internationaal | Totaal | Totaal |
| Seizoen | Club          | Competitie     | Wed.       | Dlp.       | Wed.  | Dlp.  | Wed.           | Dlp.           | Wed.   | Dlp.   |
| ------- | ------------- | -------------- | ---------- | ---------- | ----- | ----- | -------------- | -------------- | ------ | ------ |
| 2014/15 | De Graafschap | Eerste divisie | 14         | 0          | 1     | 0     | —              | —              | 15     | 0      |
| 2015/16 | De Graafschap | Eredivisie     | 6          | 0          | 1     | 0     | —              | —              | 7      | 0      |
| 2016/17 | Willem II     | Eredivisie     | 0          | 0          | 0     | 0     | —              | —              | 0      | 0      |
| Totaal  | Totaal        | Totaal         | 20         | 0          | 2     | 0     | 0              | 0              | 22     | 0      |

Bijgewerkt op 22 juli 2024.